# Victor Anoul
Victor Arnoul, né à Bruxelles le 15 février 1794 et mort à Saint-Gilles le 6 septembre 1862, est un général et ministre de la Guerre belge.

## Biographie
Victor Prosper Ernest Arnoul, né à Bruxelles le 15 février 1794, est le fils de Louis Philippe Anoul et de Anne Marie Suys. Il était marié à Reine-Anne Lefebure.
Sous le Premier Empire français, il entre à l'école de cavalerie en décembre 1810. Il est nommé brigadier en novembre 1811 et incorporé dans un régiment de cavalerie. Il prend part à la campagne d'Allemagne en 1813 et, lieutenant du 14e régiment de cuirassiers, est grièvement blessé en 1813 à la bataille de Leipzig. Il prend part à la campagne de France en 1814 avant de passer au service des Pays-Bas en novembre 1814 à la suite de la chute du Premier empire français. Il participe à la bataille de Waterloo du côté hollandais et y est de nouveau blessé. En juillet 1822, il est contraint de quitter l'armée hollandaise en raison des séquelles de ses blessures.
À la faveur de la révolution belge de 1830, il reprend du service actif et est nommé colonel commandant de la place de Bruxelles puis en mai 1831 commandant militaire de la province de Brabant. En octobre 1831, il prend le commandement du régiment de cuirassiers. En avril 1841, il est promu général-major de la 2e brigade de la division de cavalerie de réserve. En 1842, il devient gouverneur militaire de Bruxelles puis commandant militaire de la province de Brabant. En octobre 1832, il est déchargé de ces fonctions pour devenir commandant de la gendarmerie nationale. En août 1847, il est promu lieutenant-général, grade le plus élevé dans la hiérarchie militaire belge. 
Disposant de la faveur royale, il est nommé en 1847 aide de camp du roi Léopold Ier (jusqu'à sa mise à la pension en 1859) et en 1848, commandant de la 1ère division de cavalerie légère tout en restant inspecteur général de la gendarmerie.
Il devient ensuite nommé ministre de la Guerre de juin 1851 à mars 1855 sous les gouvernements libéraux Rogier I et de Brouckère. Lors de son passage au ministère, à la demande de Léopold Ier, il entreprend en urgence en 1852 la construction d'un camp retranché à Anvers constitués de sept forts pour protéger la Belgique des visées expansionnistes de Napoléon III.
Il reprend ensuite le commandement de la division de grosse cavalerie et l'inspection générale de la gendarmerie.
Il est admis à la pension le 1er juin 1859.

## Distinctions
- Grand cordon de l'ordre de Léopold  en 1859 (Belgique).
- Croix commémorative du règne de Léopold Ier en 1856 (Belgique).
- Croix de l'ordre militaire de Guillaume (Pays-Bas).
- Commandeur de l'ordre de la Maison ernestine de Saxe  en 1845.
- Commandeur de la Légion d'honneur en 1847 (France).
- Médaille de Sainte-Hélène en 1857 (France).
- Commandeur de l'ordre du Lion de Zaeringen de Bade en 1845.
- Commandeur de l'ordre du Mérite de la Couronne de Bavière en 1850.
- Grand-croix de l'ordre de Saint-Michel de Bavière en 1853.
- Grand-croix de l'ordre du Christ du Portugal en 1853.